# Chapmanhäst
Chapmanhästen är en utdöd hästras som härstammade från England. Chapmanhästen användes som pack- och körhäst. Chapman betyder gårdfarihandlare. Chapmanhästen transporterade även malm från gruvorna i England och ull till spinnerier. Chapmanhästen var troligtvis den främsta förfaderna till den brittiska Cleveland Bay-hästen, som likt Chapmanhästen alltid är brun och är en utmärkt körhäst. Chapmanhästarna dog ut under 1700-talet då de utavlades med många andra raser.

## Historia
Chapmanhästarna utvecklades i England redan under 1200-talet och deras härstamning kan spåras tillbaka till Cleveland Hills i norra Yorkshire i England, där de avlades mycket seletivt. Den exakta härstamningen på dessa hästar är relativt okänd men troligtvis ligger grunden i inhemska ponnyer som Dartmoorponnyn, Fellponny eller New Forest-ponnyer. Chapmanhästen var mycket liten men väldigt stark och fick sitt namn från de försäljare (engelska: chapmen) som använde hästarna för att frakta sina varor mellan marknader över hela landet. 
Chapmanhästarna användes senare även inom jordbruken och till en del ridning. Under engelska inbördeskriget korsades chapmanhästarna med olika spanska hästraser som engelmännen tagit med sig tillbaka. 1661 gifte sig Charles II med Katarina av Braganza vilket öppnade en helt ny marknad mellan England och norra Afrika, vilket gjorde att många berberhästar importerades till Storbritannien. Berberhästarna korsades med chapmanhästen och man fick fram en ny ras, Cleveland Bay. 
Under 1700-talet introducerades arabiskt fullblod i chapmanstammen då man ville ha snabbare, större och lättare hästar till att dra vagnar. All utavel fick till slut den ursprungliga chapmanhästen att långsamt försvinna och till slut dö ut helt.

## Egenskaper
Gamla dokumentationer om chapmanhästen har gett forskarna några bevis för att chapmanhästen var ganska liten, alltid var färgen brun och oftast under 145 cm i mankhöjd vilket skulle ha gjort den till en ponny under dagens standard. Dessa typer av hästar hade inget hovskägg, vilket var till stor fördel då hästen oftast fick jobba under blöta och leriga förhållanden. Men chapmanhästarna var extremt starka och man visste att de utan ansträngning kunde bära en last på över 100 kilo i svår terräng. 

## Etymologi
Chapmanhästarna fick sitt namn efter de resande handlarna som reste mellan marknaderna för att sälja sina varor. Ordet "chapman" kommer från det fornengelska "céapmann", köpman, vilket i senare engelska fick betydelsen gårdfarihandlare.